# Schwenckfeldina inopinata
Schwenckfeldina inopinata är en tvåvingeart som beskrevs av Werner Mohrig 1999. Schwenckfeldina inopinata ingår i släktet Schwenckfeldina och familjen sorgmyggor. Inga underarter finns listade i Catalogue of Life.